# 枕木

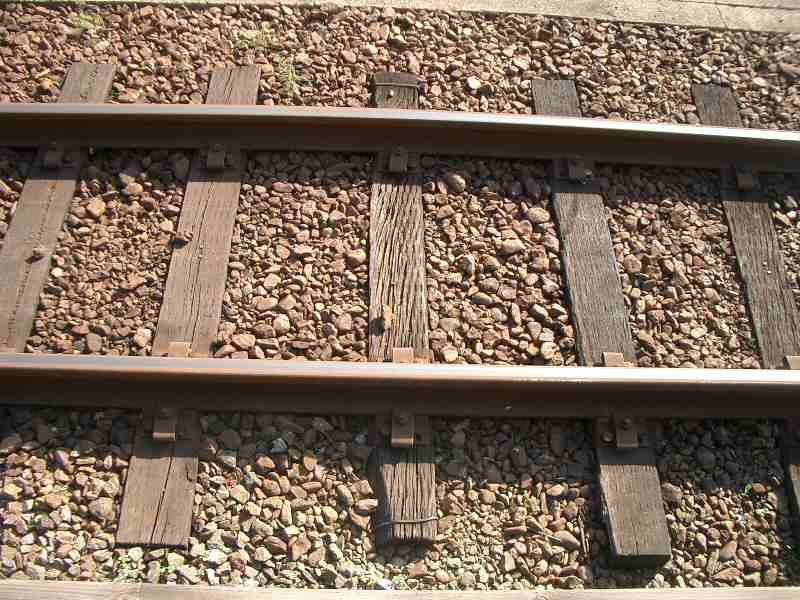
レールを枕木が支える

枕木（まくらぎ、イギリス英語: railway sleeper、アメリカ英語: crosstie、カナダ英語: railway tie）とは、鉄道の線路（軌道）の軌きょうの構成部材である。レールを垂直に支え、レール締結装置とともにレールの間隔（軌間）を一定に保ち、列車の重量をバラスト（砕石）に伝える部材である。

## 概要
通常の線路においてレールを二本平行に敷設し、その下に枕木を敷いてレールを支える部材である。バラスト軌道の場合は枕木の間には石を敷き詰める。
近年の枕木は木製でないものが増えてきており、実情に合わせて表記も「枕木」から「まくらぎ」「マクラギ」に置き換えられてきている。日本の国土交通省は軌間（レールの間隔）が広がり過ぎたことによる地方鉄道での相次ぐ列車脱線事故を受けて、2018年（平成30年）6月、木製より耐久性が高いコンクリート製枕木（PC枕木）への取り換えを中小私鉄、第三セクター鉄道、貨物鉄道事業者へ通知した 。

## 枕木の役目
枕木は次の役目が要求される
- 軌間保持機能 - レールの間隔（軌間）を一定に保つ
- 荷重分散機能 - 列車の重量を効率よく分散させてバラストに伝え、過度なレールの屈曲や沈下を防ぐ
- 横抵抗機能と縦抵抗機能 - 軌道の移動に対する抵抗ができること

## 材質

### 木材

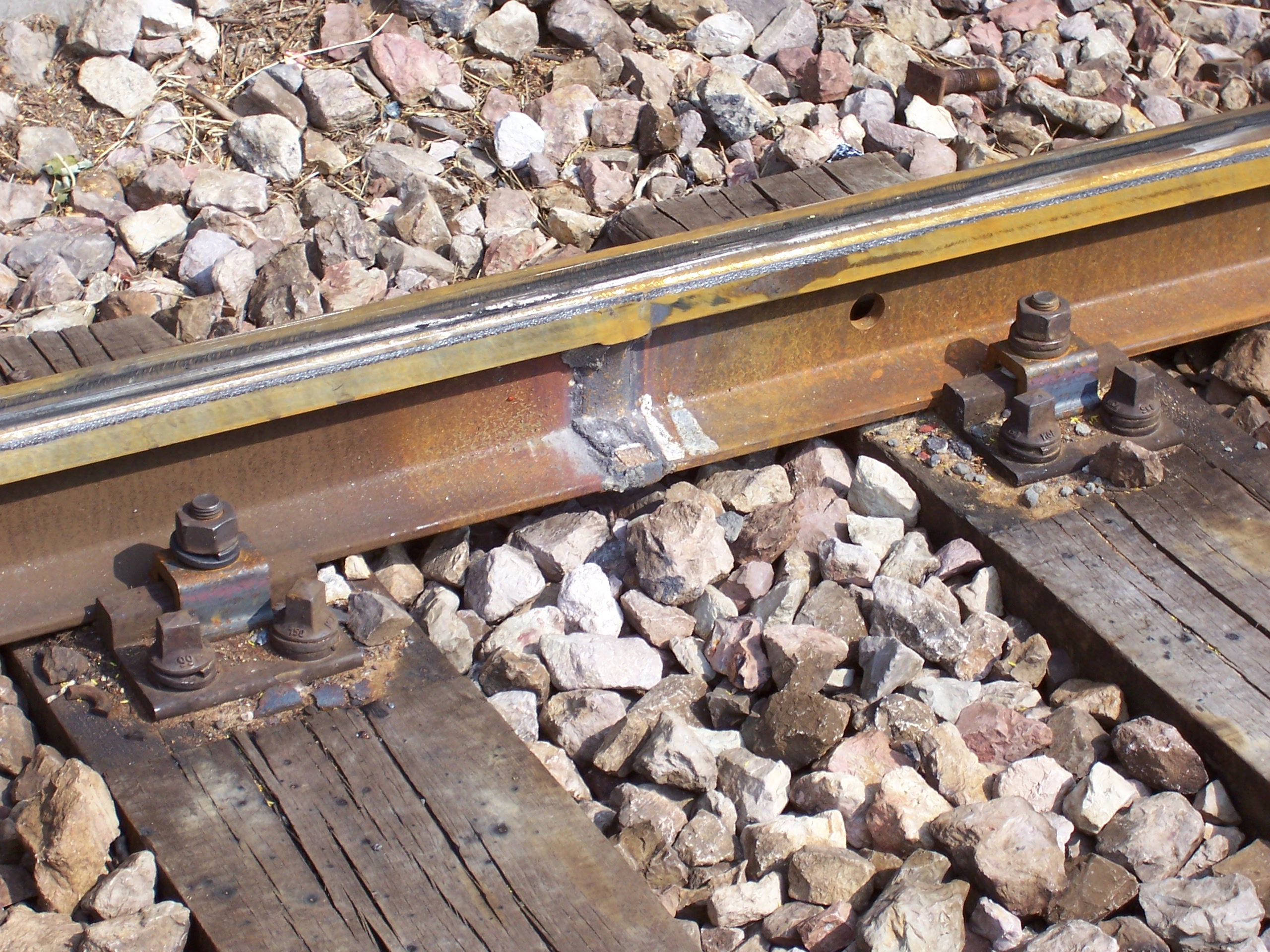
木製の枕木

木枕木。弾性に富み列車の走行による振動や衝撃を吸収し、レールの締結（固定）が容易で加工しやすく絶縁電気性が高い利点がある。一方、割れや腐食が起きやすく、寿命が短い。
日本ではクリ、ヒノキ、ヒバなどの耐久性のあるものが用いられたが、太平洋戦争後の1951年（昭和26年）以降はブナも使われるようになった。この他にも堅い広葉樹であるニレやナラも使われたという。使用樹種についての割合は耐久性のある樹種が約20 %、ブナが約35 %であった。1960年代、枕木の損傷は腐朽に起因するものが40 - 60 %、レールの食い込みや犬釘の保持力の減退などの機械的要因が20 - 35 %程度であったという。
腐朽対策として、クレオソート油による防腐処理があった。この処理については日本産業規格（JIS、旧・日本工業規格）で規定されている。耐久性の低い樹種では、山中や製材工場で野ざらしにしておくと枕木として使用される前に大きく劣化してしまう。このために日本国有鉄道（国鉄）では耐久性の低い6樹種（ブナ、シデ類、トチノキ、カンバ類、ハンノキ、ミズキ）については伐採直後の丸太の状態、もしくは製材工場で加工後すぐに防腐処理を行うように求めたという。
防腐処理の行われた枕木は無処理のものに比べて、耐久性が飛躍的に向上する。以下に『新版 林業百科事典』(1993) 記載の数値を記す。ただし、使用場所、線形、列車の重量、速度、密度（運転頻度）などの使用条件によって多少前後する。
- 無処理
  - クリ：7 - 9年
  - ヒノキ：9 - 12年
  - ヒバ：9 - 10年
  - イタジイ：6 - 7年
  - ブナ：2 - 3年
  - マツ：3 - 5年
- 防腐処理済み
  - マツ：11 - 12年
  - ブナ：14 - 25年
  - ニレ：13 - 19年
  - ヤチダモ：10 - 12年

過去に防腐目的で使われていたクレオソート油には、発癌性のあるベンゾピレン類が含まれる。日本では、2004年（平成16年）に改正された有害物質を含有する家庭用品の規制に関する法律（家庭用品規制法）によってベンゾピレン類を一定以上の濃度で含むクレオソート油は使用禁止となった。枕木は家庭用品でないため家庭用品規制法による規制の対象外であるが、後述（#再利用を参照）の通り園芸資材として一般消費者の手に渡る可能性があるため、鉄道各社ではベンゾピレン類を低減しクマロン・インデン共縮合樹脂を添加した「改良クレオソート油」や、ナフテン酸金属塩系や脂肪酸金属塩系など別種の木材保存剤による処理に切り替えている。樹脂注入ならば耐久性が2倍に。ただし価格が1.5～1.8倍程度になる問題がある。
木口割れ防止でリング打ち、防腐剤の浸透性向上と表面の割裂防止で表面にインサイジング加工を行う。インサイジングとは切り込み（incision）を入れる加工のことで、木材への液体の浸透を均質・効率的に行うために施す機械加工のことである。
日本農林規格 (JAS) では枕木をその使用場所によって並（普通の直線・曲線用）、橋（橋梁用）、分岐（分岐器用）の3種類に定義している。このうち、国鉄における「並」の枕木は1950年代に900万本、1965年（昭和40年）には550万本（材積33万 m3）も使われていたという。2000年代 - 2010年代においては並まくらぎ換算で約11～52万本が使われている。並まくらぎの規格寸法は下記の通り。
- 在来線用（並マクラギ2号）[14] - 厚さ14cm、幅20cm、長さ210cm
- 新幹線用 - 厚さ15cm、幅24cmまたは35cm、長さ260cm

日本の2000年代後半の現状として自然環境保全意識の高まりにより国産材の入手が難しく、多くを輸入材で賄っている。木製枕木は日本全体で1990年代は全体の6 - 7割程度使用されてきたが、2000年代後半には3 - 4割まで減っている。使用割合が減ったとはいえ、運転本数の比較的少ない地方路線では今でも多く利用されている。メンテナンスさえおこなえば安価で使いやすく、関東地方の私鉄がPC枕木から木枕木へ戻した例もある。

### コンクリート

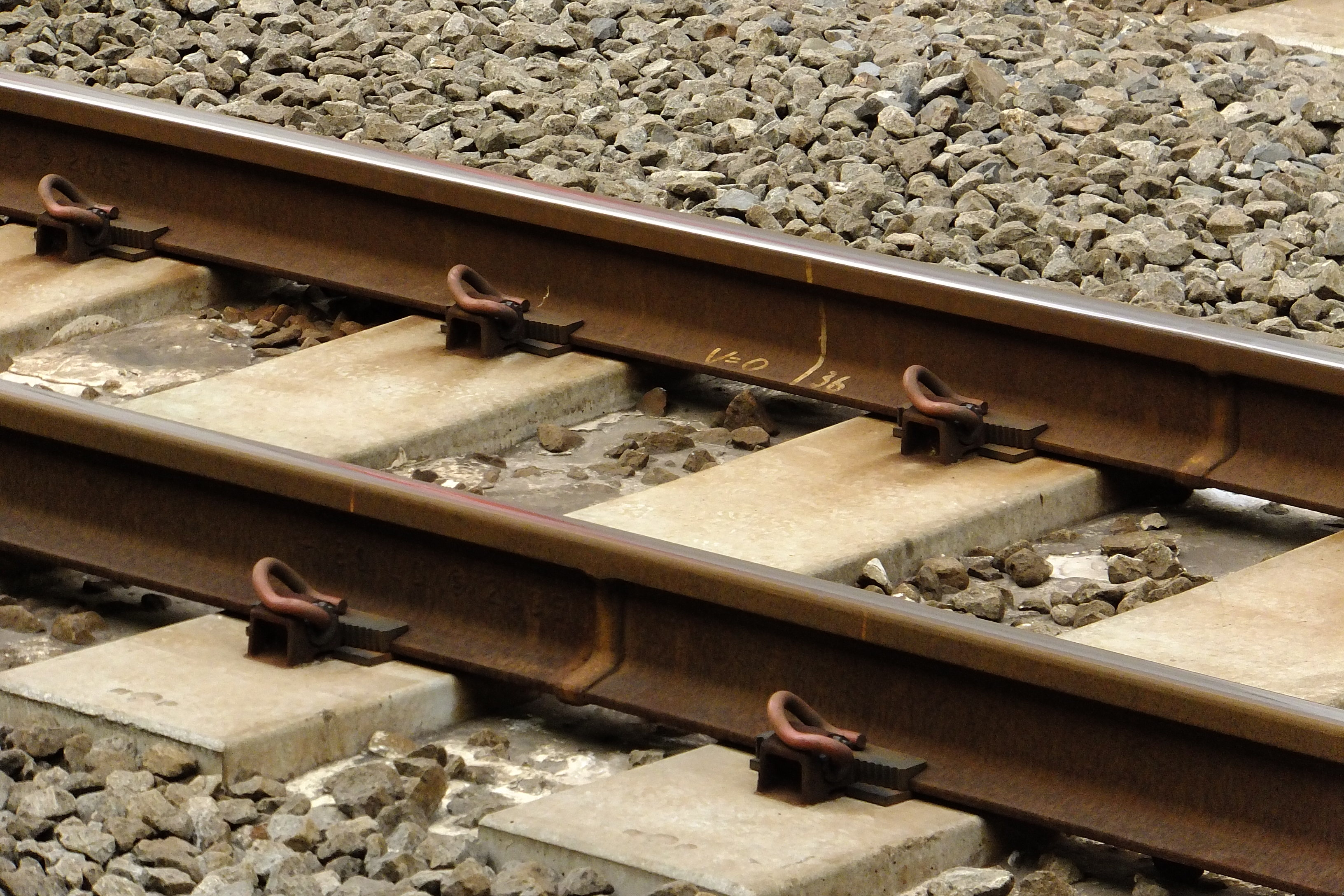
通常のものより、倍近い幅があるPC枕木（TC型省力化軌道）

コンクリート製の枕木で、RC枕木とPC枕木（PCはプレストレスト・コンクリートの略）がある。日本国内では大正中期に木の資源が減少し、石浜式といわれるRC枕木か開発された。初期の枕木は亀裂が生じやすくレールの締結方式に苦慮する問題があった。コンクリート材料は圧縮に強く引張に弱い性質がある。レールの上に列車が乗るとレール位置の下の縁または中央部の上の縁に枕木を引張る力が発生し、ひび割れ等が発生する。そこで製造時にコンクリートに圧縮する力を与えて引張る力を発生しにくくする工夫である。この工夫をしたコンクリートをプレストレスト・コンクリートという。中にPC鋼材（ピアノ線や鋼棒）が入っており、製造時それらに緊張を与えることでコンクリートに圧縮する力を与え続け、ひび割れ等を発生しにくくする。
寿命は50年程度で木製に比べると狂いも生じにくい。ただし1本あたり数百キログラムの重量があるため施工が非常に難しく、無道床橋梁（道床砂利を有しない橋梁）には使用できない。また長尺のものを必要とする分岐器付近にも適さないが、実用化されていないわけではない。日本では1943年（昭和18年）頃から鉄道技術研究所で研究がされ、1951年（昭和26年）に東海道本線、大森駅-蒲田駅間で試験された。

#### PC枕木の国内規格
国鉄規格JRSは国鉄分割民営化により廃止され、日本産業規格（JIS）に引き継がれた。規定されているPC枕木の主なものは下記の通り。
- 在来線用
  - 3号 - 直線と曲線（半径800m以上）、長さ2,000mm
  - 6号 - 曲線（半径240mから半径800mまで）、長さ2,000mm
  - 7号 - 中下級線用、長さ2,000mm
- 新幹線用
  - 3T - 長さ2,400mm。プレテンション式PC枕木。時速210km以下の区間に用いられる。
  - 3H - 長さ2,400mm。プレテンション式PC枕木。時速210kmを超える区間およびこれに付帯する区間に用いられる。
  - 4T - 長さ2,350mm。ポストテンション式PC枕木。時速210km以下の区間に用いられる。
  - 4H - 長さ2,400mm。ポストテンション式PC枕木。時速210kmを超える区間およびこれに付帯する区間に用いられる。

プレテンション式PC枕木とはPC鋼材を緊張させた後にコンクリートを打ち込む方式で1942年イギリスで開発され、ポストテンション式PC枕木とはコンクリート硬化後にPC鋼材を緊張させる方式で1953年ドイツで開発された。

### ガラス繊維
重さの問題を改善したものが合成枕木である。これは材質にFFU（ガラス長繊維強化プラスチック発泡体）を使用している。FFUは硬質ウレタン樹脂をガラス長繊維で強化したもの。重さは木製枕木と同程度で施工しやすい。耐久性はPC枕木と同等。
2020年代以降、環境配慮の観点から枕木に適した木材の調達が困難になっていること、また、枕木の防腐剤であるクレオソートが発がん性の懸念からEU内で使用禁止になったことなどから需要が拡大している。

### プラスチック
破砕したプラスチックごみ（ポリエチレン）に廃タイヤとミネラルを混ぜ、高温で成形した物。上面以外には、バラストに食い込むよう、ワッフル状の凹凸を設けている。アメリカ合衆国で実用化されている。

### 金属
一部ではあるが鉄（鋼）製の枕木の採用例もある。木製の製品と比べ強度、耐衝撃性に優れ長寿命、特にレール締結装置で発生する横圧（レールに対し直角方向に作用する力）に対する抵抗力が大きい。高価かつ湿地帯で腐食しやすい欠点もあり、採用は製鉄所内の専用線など、ごく一部に限られていた。鉄は導通材であるので、軌道回路を用いる場合には左右の軌条との間を絶縁しなければならない問題もある。
形状はモノブロックとツーブロックのものがあり、前者はJR西日本、大井川鉄道、製鉄所構内、後者はJR東日本が採用している。
具体的な採用例として、信越本線横川 - 軽井沢間のアプト式区間が電化された際に鉄製枕木が採用されており、粘着式への転換まで続いた。他に、御殿場線や山陽電鉄の一部区間での採用例が見られる。近年ではJR貨物などで採用されている。H形鋼を枕木に用いた分岐器もある。また大井川鐵道井川線のアプトいちしろ駅 - 長島ダム駅に採用されたアプト式区間では、急勾配による道床のずれを抑制する為に、ステープラーやタッカーの針の様に道床に挿す形状になっている鉄製枕木を採用している。海外ではスイス、ドイツ等の諸国で実績があり、熱帯地方では木枕木が害虫を受けやすいことから普及している。

## 敷設方法

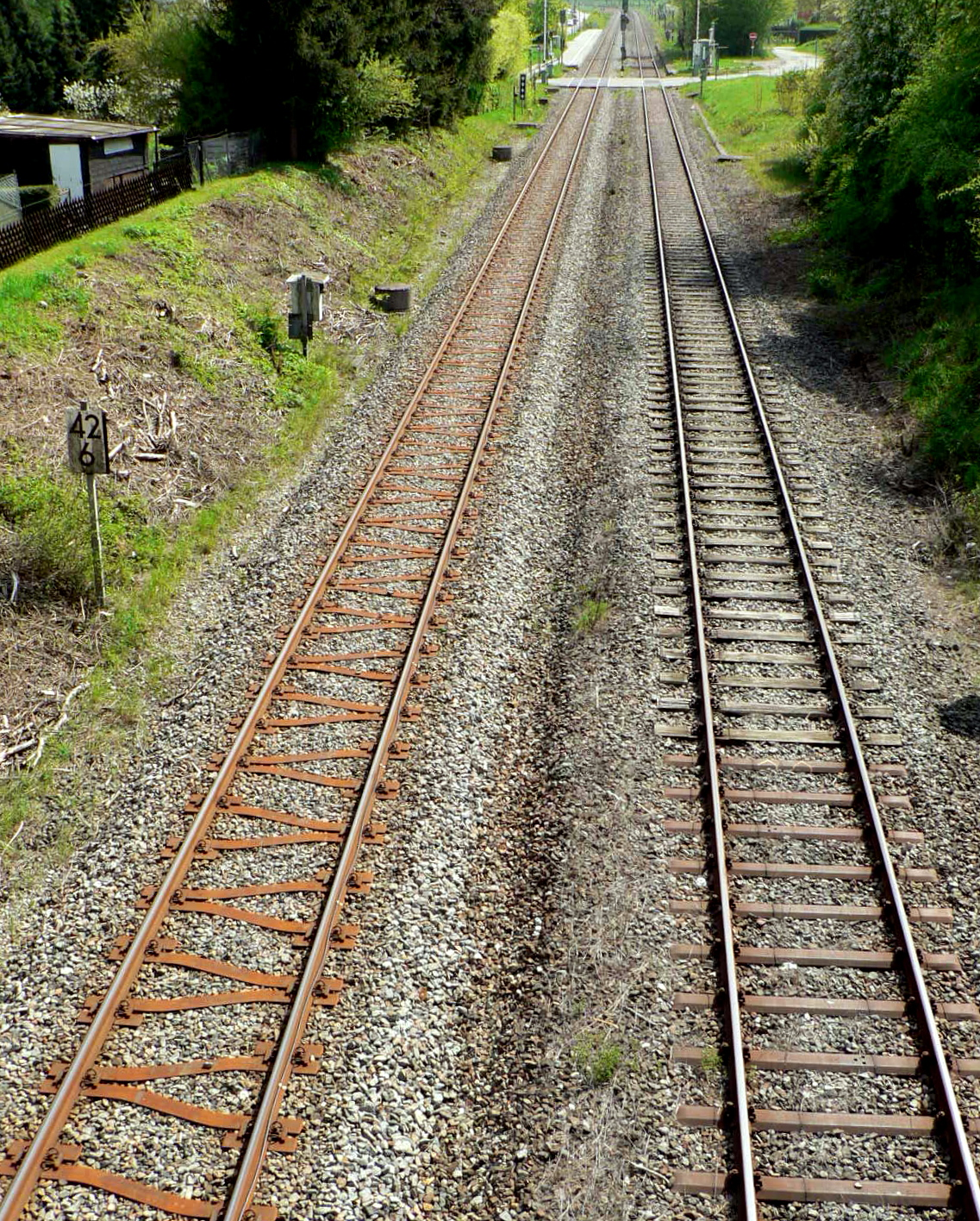
変わった枕木の配置

一般にはレールに対して直角になるように配置するが、中には斜めにずらしたものも見られる。

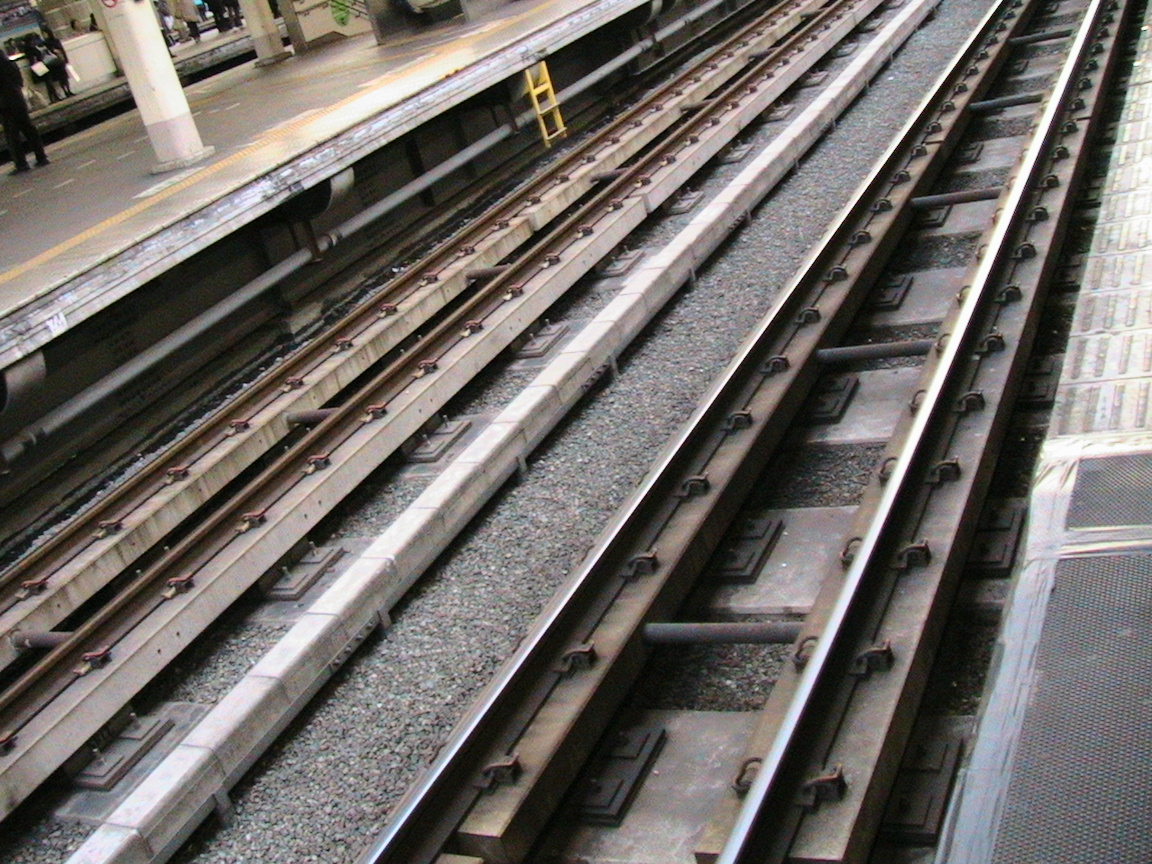
フローティングラダー軌道

また、枕木をレールに対して平行に敷設した「ラダー枕木」も普及しつつある。これはPC製の縦梁と軌間を保つための継材を組み合わせてはしご（英語でLadder）状にし、レールは縦梁に沿って敷設したもの。これを利用した軌道を「ラダー軌道」 という。
JR東日本では、分岐器用にラダー枕木（縦枕木）と従来の枕木（横枕木）を組み合わせたような、グリッド枕木と呼ばれるものを採用し始めている。外観は従来の枕木に酷似しているが、レールの下にはレールに沿って敷設される縦枕木が挿入されている。レールが曲線となる部分は縦枕木を段階的にずらしてあり、常に直線の枕木が使用される。横枕木も従来とは違って短く、左右が繋がっていない。ただしラダー枕木同様、軌間を保つための長い枕木が所々に挿入され、そこに限っては左右が繋がる。

## レール締結
枕木にレールを締結する部材をレール締結装置という。犬釘が用いられるが、のちに高速走行に伴う衝撃に耐えられるよう、ばね作用を持つ弾性締結装置が開発され使用されている。弾性締結装置の種類は下記の通り。
- 板ばね - ボルトを締め付けることで板ばねがたわみ、その反力でレールを固定する[26]
- 線ばね - 枕木に円筒の穴をあけた金具を埋め込んで、線ばねを挿入することで線ばねがたわみ、レールを固定する[26]

## 点検・交換作業
2000年代後半の現状として鉄道会社の保線部門は日常の点検と管理で、枕木の交換作業は外注がほとんどで専門業者が行う。

## 改軌
鉄道における線路のレールの間隔（軌間）を変更する工事を改軌とよぶが、我が国の新在直通運転化工事（ミニ新幹線化工事）に代表される改軌工事の主な手法は枕木の交換で行われる。

## 枕木オーナー制度
日本では、経営の一助として寄付を募る際に、寄付者の名前を記したプレートの枕木への設置等を条件に掲げる「枕木オーナー」制度を導入している第三セクター鉄道が以下のように複数ある。
- 秋田内陸縦貫鉄道[29]
- 真岡鐵道[30]
- いすみ鉄道[31]
- 信楽高原鐵道[32]
- 平成筑豊鉄道[33]
- 南阿蘇鉄道[34]

## 再利用

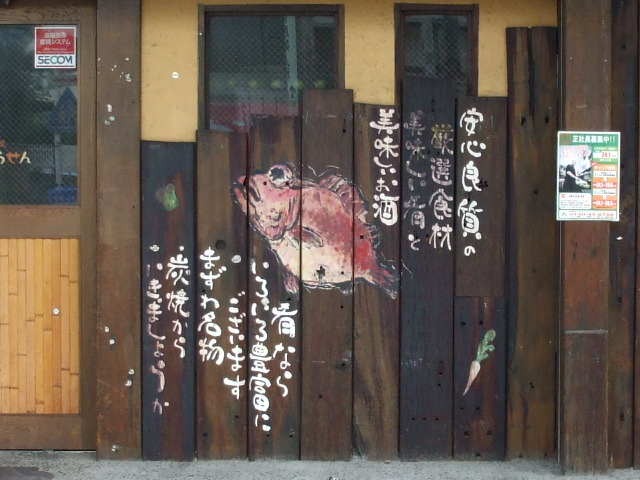
枕木を再利用している一例。

木製廃枕木は不腐性が持続しているため、花壇の縁取り、オープンデッキ、一部鉄道駅のプラットホーム、敷地を囲うフェンスとして屋外で再利用されている。木製枕木が一般的だった1980年代頃までは、1本500 - 1,000円程度でホームセンターや園芸資材店でガーデニング材料として販売されていた。現在は、PCや合成など木製でない「まくらぎ」、枕木を用いないスラブ軌道採用区間が増え、国内での廃枕木の発生は少なくなっている。そのため高価になり、枕木を模した品か輸入品が多い。輸入品には外来生物が紛れていることがあり、2002年（平成14年）に、ホームセンターで売られていたマレーシア産の枕木からサソリが出た事があった。